# Inga Čilvinaitė
Inga Čilvinaitė (Vílnius, 14 de febrer de 1986) va ser una ciclista lituana que fou professional del 2005 al 2014. Va guanyar diferents campionats nacionals, tant en ruta com en contrarellotge.
El 2014 va ser suspesa durant 18 mesos per un positiu en Octopamina.

## Palmarès
- 2005
  -  Campiona de Lituània en ruta
- 2010
  - Vencedora d'una etapa al Trofeu d'Or
- 2012
  -  Campiona de Lituània en ruta
  - Vencedora d'una etapa al Giro de Toscana-Memorial Michela Fanini
- 2013
  -  Campiona de Lituània en contrarellotge
  - 1a a la Volta a Costa Rica i vencedora de 2 etapes
- 2014
  - Vencedora d'una etapa a la Volta a El Salvador